# Dayna Ash
Dayna Ash   (Líban, segle XX) és una poetessa feminista i activista cultural libanesa. El 2019, va ser nomenada una de les 100 dones de la BBC.

## Biografia
Ash va néixer a Líban però va créixer als Estats Units. Va viure a Califòrnia durant setze anys, i a Berlín durant un any, abans d'establir-se permanentment a Beirut. Va començar la seva carrera en les arts com a poeta de paraula parlada, un tipus de performance poètica que utilitza, a més, elements musicals i teatrals. En resposta a una de les peces de paraula parlada d'Ash, Carolin Dylla la va descriure com "l'encarnació molt real, sense pretensions i tatuada de les capacitats més genuïnes de l'art: crear bellesa a partir de la ira i la desesperació, i explorar formes de crear significat on l'explicació racional falla". El seu poema «Lullaby» "cançó de bressol", va ser publicat en línia a Riwayya: A Space of Collision el 2015.

### El refugi dels artistes
El 2010, Ash va fundar Haven For Artists, «El refugi dels artistes». Actualment n'és la Directora Executiva. Haven For Artists és una organització sense ànim de lucre establerta al barri de Mar Mikhaël de Beirut, que proporciona un espai per als artistes underground. El 2017 va rebre la condició oficial d'organització no governamental.
L'objectiu original de Haven For Artists era organitzar esdeveniments que reunissin als artistes per a actuacions compartides, i reduir així la competitivitat per l'exposició. El 2016, Haven va adquirir una casa al barri de Mar Mikhaël per proporcionar un espai més permanent per a les actuacions, i per crear un espai de vida i treball per als artistes. El 2017, Haven va ser la llar temporal de la llibreria Aaliyah's Books. A partir de 2018, Haven va proporcionar quatre residències d'artistes de tres mesos cada vegada. La planta baixa de l'edifici alberga el Concept 2092, que inclou una cafeteria, un espai de treball conjunt, exposicions d'art i una botiga on s'hi venen els treballs dels residents. L'espai és lliure.
A més d'acollir artistes, Haven serveix com «l'únic espai segur per a la comunitat LGBTQ+ i dones a Beirut». No obstant això, Haven s'identifica com una organització apolítica; Ash afirma: «Les coses que ens agreugen, les fem a través de l'art, no a través de la política: no canviant la política, no sent abrasius, no baixant a protestar. Només l'art ens salvarà».
El 2019, Ash i Haven van aparèixer en la sèrie de vídeo de la cineasta libanesa Tania Safi Shway Shway (que significa "A poc a poc"), on destacava als activistes locals.

### Altres tipus d'activisme
El 2014, Ash va treballar com a agent superior sobre el terreny per a l'ONG ACTED, donant suport als refugiats sirians.
L'octubre de 2019, Ash va participar en les protestes antigovernamentals a Beirut. El periòdic The National la va identificar com una de les líders de «les dones de primera línia» en les protestes que van reunir dones d'orígens culturals molt diversos per a defensar els seus drets i llibertats.